# Rainbow Sun Francks
Rainbow Sun Francks (Toronto, 1979. december 3. –) kanadai színész, dalszövegíró, zeneszerző.

## Rokonai
Don Francks színész/zenész, és Lili Francks táncos gyermeke, Cree Summer testvére.

## Pályája
Egy rövid ideig a kanadai MuchMusic zenetévé munkatársaként dolgozott. Az ismertséget számára a Csillagkapu: Atlantisz című amerikai sorozat hozta meg, ahol Aiden Ford hadnagyot alakította.
A zenei életben is aktív, hiphop stílusban alkotó csapatának neve: The Oddities.

## Filmjei
Néhány helyen Rainbow Francks néven szerepel a stáblistában.
- Aliens vs. Predator – A Halál a Ragadozó ellen 2. (2007), Earl, a sportbolt eladója szerepében
- This Space for Rent (2006), Barnaby Sharpe szerepében
- Csillagkapu: Atlantisz (2004–2005), Aiden Ford hadnagy szerepében
- From Stargate to Atlantis: Sci Fi Lowdown (2004), önmaga/Aiden Ford szerepében
- Preview to Atlantis (2004), önmaga/Aiden Ford szerepében
- Electric Circus (2002–2003)
- Twice in a Lifetime (2001), Jimmy szerepében
- Love Song (2000), Calvin Dumas szerepében
- Love Come Down (2000), Julian szerepében
- One Heart Broken Into Song (1999), Hank Johnson szerepében
- The Planet of Junior Brown (1997), Buddy Clark szerepében
- Black Fox: Good Men and Bad (1995), Frank Johnson szerepében
- Black Fox: The Price of Peace (1995), Frank Johnson szerepében